# 仲沢ももか
仲沢 ももか（なかざわ ももか、2000年10月13日 - ）は、日本の元AV女優。LIGHT所属。

## 略歴・人物
2020年6月にAVデビュー。
趣味は音楽、特技はクラリネット。
2021年4月21日、自身のTwitterにて8月をもって引退することを発表。

## 作品

### アダルトDVD
2020年
- おじさんにも優しい!! すご〜く性格の良いマーチング女子大生もっと大きな世界がみたくなってAVデビュー（6月25日、本中）
- 一般男女モニタリングAV×マジックミラー便コラボ企画 勉強漬けの毎日をすごす性欲の溜まった10代の予備校生がまたがり顔面騎乗クンニで人生初の大失禁イキ!! 5 インタビュー中にずぅーっと生クリトリスを激しくジュルジュルと舐められ膣内に舌をねじ込まれて発情してしまった禁欲中の未成年オマ○コはデカチン中出しSEXまでしてしまうのか!? in 四谷&世田谷（10月7日、赤面女子）※「まい」名義
- カワイイ女子○生とエッチするために僕は教師になったんだ! 5 愛くるしい顔とピチピチスベスベで水も弾く肌に発育中の微乳やまだまだ発育中の巨乳のおっぱいに、ムチムチパツパツ揉みごたえ十分に成長したお尻を持つイマドキ女子○生とイチャイチャラブラブできるのは変態教師の僕の特権であり権利です!（10月8日、SWITCH）
- 夫婦で挑戦! つぼみの凄テクで夫が2回イカされたら妻が寝取られナマ中出しSEX!（10月13日、はじめ企画）※「もえ」名義
- 街行く素人女子大生が人生初の乳首責めに挑戦! 乳首をコリっと触るだけで何度も勃起する絶倫デカチンを前に、美少女たちのパンティの中はびっちょびちょに!「乳首で感じてる男性って可愛い…(照)」 湧き出るムラムラを発散するように乳首をしつこくこねくり回し!（10月23日、赤面女子）
- オジサンをイカせる痴娘の乳首責めテクニック（10月25日、SEX Agent）
- 専門学生・ももかちゃん(19)は週8でオナニーする快楽狂いの性欲モンスター（11月13日、アポロ）※「ももか」名義
- 現役保母さんがAV出演! 私、気持ちイイといっぱいお漏らしする淫乱女です…（11月25日、あんず）※「ゆうか」名義
- 制服美少女の校則違反（12月13日、S-Cute）
- 来月 彼氏と結婚します。（12月13日、バビロン）

### VR
2020年
- お兄ちゃん夜這い（9月25日、CASANOVA）
- 添い寝アングル特化型VR（10月2日、CASANOVA）
- 田舎から受験の為に上京してきた警戒心ZEROの従妹とする背徳感MAXの近親相姦セックス（12月3日、KMPVR）

### ネット配信
2020年
- 【初撮り】【桃尻19歳】【人生初の膣逝き】無邪気に笑う素朴系19歳。発展途上の身体を慣らされ、人生初めての快感を覚えた彼女は.. ネットでAV応募→AV体験撮影 1313（8月12日、シロウトTV）※「ももか」名義
- 教え子 14人目 ももか（9月25日、ディレクターズ）
- 桃（10月22日、素人ホイホイZ）
- 仲沢ももか（10月24日、ラブポップR18）